# Cuponul falsificat
Cuponul falsificat este o nuvelă în două părți a scriitorului rus Lev Tolstoi publicată postum. La început se povestește despre un băiat care modifică un cupon ca să-i crească valoarea, iar apoi asta duce la declanșarea unei serii de evenimente.